# Слівники (Великопольське воєводство)
Слівники (пол. Śliwniki) — село в Польщі, у гміні Нові Скальмежиці Островського повіту Великопольського воєводства.
Населення — 957 осіб (2011).

## Демографія
Демографічна структура станом на 31 березня 2011 року:
|          | Загалом | Допрацездатний вік | Працездатний вік | Постпрацездатний вік |
| -------- | ------- | ------------------ | ---------------- | -------------------- |
| Чоловіки | 487     | 102                | 347              | 38                   |
| Жінки    | 470     | 99                 | 293              | 78                   |
| Разом    | 957     | 201                | 640              | 116                  |